# Яблунівський район (Станіславська область)
Яблунівський район — колишній район у складі Станіславської області УРСР. Центром району було містечко Яблунів.

## Адміністративний устрій
Утворений 17 січня 1940 року зі складових частин Коломийського повіту — містечка Яблунів та сільських ґмін Березув Сьредні, Космач і Яблонув.
Першим секретарем райкому компартії призначений Криша Д.Я. (до того — другий секретар Ново-Московського райкому КП(б)У Дніпропетровської області).
У роки ІІ світової війни територія району була окупована німцями і увійшла до Коломийського староства Дистрикту Галичина. Навесні 1944 року радянські війська знову захопили територію району і був відновлений Яблунівський район з усіма установами.
Станом на 1 вересня 1946 року площа району становила 300 км², кількість сільських рад — 18, селищних — 1. 
На 22.01.1955 в районі залишилось 11 сільрад.
Указом Президії Верховної Ради УРСР 30 грудня 1962 р. Яблунівський район ліквідовано і приєднано до Коломийського району..

## Діяльність ОУН і УПА
На території району діяла районна організація ОУН, очолювана районним проводом ОУН, який підпорядковувався Косівському надрайонному проводу ОУН. Окупанти почали терор проти місцевого населення, тіла закатованих скидали у криниці.
У відповідь на терор підпільники за 1946 р. ліквідували керівників репресивних органів: другого секретаря Яблунівського РК КП(б)У Саренка,  начальника паспортного столу Яблунівського РВ УМВС капітана Сергієнка, захопили в полон заступника начальника Коршівського РВ УМДБ старшого лейтенанта Чуйка та інших.
За даними облуправління МГБ у 1949 р. в Яблунівському районі підпілля ОУН найактивнішим було в селах Космач і Стопчатів.

## Адміністративний поділ станом на 1 вересня 1946 року[6]
- Космацька селищна рада
  - селище Космач
  - хутір Баня
  - хутір Горішня
  - хутір Грунь
  - хутір Дошаний
  - хутір Загодили
  - хутір Клявза
  - хутір Медвеже
  - хутір Міжгір'я
  - хутір Облоз
  - хутір Поділ
  - хутір Почоса
  - хутір Румир
  - хутір Рунок
  - хутір Суропата
  - хутір Царина
- Яблунівська селищна рада
  - селище Яблунів
- Бабинопільська сільська рада
  - село Бабинопілля
  - хутір Випчина
  - хутір Кирперит
  - хутір Поушинка
- Баня-Березівська сільська рада
  - село Баня-Березів
- Верхньоберезівська сільська рада
  - село Верхній Березів
- Ковалівська сільська рада
  - село Ковалівка
- Лючанська сільська рада
  - село Люча
  - хутір Лози
  - хутір Петрики
  - хутір Румир
- Лючківська сільська рада
  - село Лючки
- Нижньоберезівська сільська рада
  - село Нижній Березів
  - хутір Ласкунца
  - хутір Підпечери
- Середньоберезівська сільська рада
  - село Середній Березів
  - хутір Старий
- Стопчатівська сільська рада
  - село Стопчатів
  - хутір Борисівка
  - хутір Корніївка
  - хутір Красник
- Текучанська сільська рада
  - село Текуча
  - хутір Гнилець
  - хутір Сухий Потік
- Уторопівська сільська рада
  - село Уторопи
  - хутір Діл
  - хутір Короленка
  - хутір Красник
  - хутір Насарад